# اکسید آهن (II, III)
اکسید آهن (II,III) (به انگلیسی: Iron(II,III) oxide) یک ترکیب شیمیایی با شناسه پاب‌کم ۱۶۲۱۱۹۷۸ و جرم مولی 231.533 g/mol بوده و شکل ظاهری این ترکیب، پودری سیاه رنگ است. فرمول کلی این ترکیب Fe3O4 مگنتیت است. دو ترکیب دیگر، یکی اکسید آهن (FeO)، ترکیبی کمیاب بوده و دیگری اکسید آهن سه ظرفیتی با فرمول (Fe2O3) در شیمی به نام هماتیت معروف است و در متنهای کهن فارسی به نام شادنه آمده‌است.